# Abrahamides Izsák
Abrahamides Izsák (Horhát, 1557 – Bajmóc, 1621. február 3.) evangélikus egyházi író, nyitrai, barsi és pozsonyi szuperintendens.

## Életpályája
Apja, Hrochotius Ábrahám nemes születésű zólyomi várkapitány volt. Iskoláit Zólyomban kezdte, ahonnan a német nyelv megtanulása végett Selmecre ment, ahol Schremel Ábrahám rektor vette felügyelete alá. Ezután szülei Besztercebányára küldték, ahol két évet töltött. Ezt követően az akkor az egész országban híres bártfai iskolába ment, ahol Fábri Tamás, Radaschin György és Stoeckel Lénárt tanították. Itt is két évig maradt, filozófiát és teológiát tanult. Végül a mosóci iskolát látogatta Turóc megyében, hogy a híres orientalistának, Colacinates Miklósnak is tanítványa lehessen, akitől két évi ott tartózkodása alatt a görög és a héber nyelvet sajátította el. Innen a prágai egyetemre ment, ahol a magister címet nyerte el, két év múlva pedig, 1580 körül a Lipcsébe ment. Minthogy atyja hirtelen elhalálozott, kénytelen volt egy év múlva hazájába visszatérni. Bécsben négy évet töltött tanítással. Az császári udvarnál is tartózkodott egy ideig, valószínűleg mint valamely magyar főúri fiúnak a nevelője. Három év múlva Zólyomban lett rektor, ahol az ifjúságot 3 évig és 4 hónapig tanított, miután Körmöcbányára hívták meg városi jegyzőnek. Itt hat évig maradt, eközben hétszer működött különféle követségekben, mígnem Bajmócra hívták meg lelkésznek és prépostnak. Lelkésznek Wittenbergben avatták fel 1595. augusztus 27-én.  Az 1610-ben Zsolnán tartott zsinat a pozsonyi, nyitrai, barsi megyék első szuperintendensévé választotta. Nemcsak nagy tudós, hanem kitűnő szónok is volt. Ékesszólásának erejét mind gróf Thurzó György nádor temetésén, mind Lányi Illés szuperintendens és a Thurzó Miklós és Kristóf grófok halála alkalmával is tanúsította. 1616. február 28-án a Nagybiccsén tartott egyházi gyülekezeten is jelen volt, ahol Moschovinus János, volt ratkowi, lengyelországi prédikátor tévtanait, melyeket az Photinius irataiból merített és Magyarországon terjesztett, megcáfolta.

## Munkái
- Preklad Lutherovho Katechismu. (Luther katekizmusának fordítása (szlovák nyelvre)), melyet Lányi Illés és Melickius Sámuel szuperintendensekkel adott ki Lőcsén 1612-ben. Ebből Pribisch Dániel harhowi prédikátor új kiadást készített.
- Oratio Exequialis. Illustrissimo p. m. Comiti ac Domino, D. Georgio Thurzoni, de Bethlenfalwa… Regni Hungariae Palatino… Levtschoviae, 1617